# Franciszek Lanckoroński
Franciszek Lanckoroński herbu Zadora (ur. ok. 1645, zm. 1716) – wojewoda krakowski w latach 1706-1709, podkomorzy krakowski w latach 1698-1706 i 1709-1715, starosta budziszowski od 1679, stopnicki od 1683 i bocheński od 1703, oberszter piechoty.
W 1673 na czele stukonnej chorągwi kozaków wziął udział w bitwie pod Chocimiem. W 1674 roku był elektorem Jana III Sobieskiego z województwa krakowskiego. Jako podpułkownik regimentu pieszego gen. Eliasza Jana Łąckiego brał udział w bitwie pod Wiedniem i pod Parkanami w 1683. 10 listopada 1683 został ciężko postrzelony w nogę, którą musiano amputować. Mimo kalectwa od 1 lutego 1685 objął dowództwo nad regimentem ks. kurlandzkiego Fryderyka Kazimierza Kettlera. Za swe zasługi wojskowe otrzymał w 1679 starostwo budziszowskie, w 1683 starostwo stopnickie. W 1696 został sędzią kapturowym w województwie krakowskim. Deputat województwa krakowskiego do rady stanu rycerskiego rokoszu łowickiego w 1697 roku. W 1698 szlachta krakowska wybrała go na urząd podkomorzego.
Poseł sejmiku proszowickiego na sejm zwyczajny 1688 roku, sejm nadzwyczajny 1688/1689 roku, sejm zwyczajny 1692/1693 roku, poseł sejmiku podolskiego na sejm 1690 roku. Poseł na sejm 1701 roku i sejm z limity 1701-1702 roku z województwa krakowskiego. W styczniu 1702 roku podpisał akt pacyfikacji Wielkiego Księstwa Litewskiego. Jago chrągiew pancerna walczyła pod Kliszowem w 1702, jako część pułku jazdy hetmana Hieronima Lubomirskiego.
Za zasługi wojenne sejm przyznał mu w 1690 nagrodę w wysokości 50 000 złp. W latach 1699 i 1703 był mianowany komisarzem sejmowym do negocjacji z Brandenburgią w sprawie Elbląga. Był członkiem konfederacji sandomierskiej 1704 roku, jednak podpisał pacta conventa Stanisława Leszczyńskiego. Jako reprezentant Augusta II występował w 1705 jako komisarz do rokowań ze Szwecją. W 1706 poparł Stanisława Leszczyńskiego, który obdarzył go urzędem wojewody krakowskiego. W 1709 zrezygnował z tej godności i powrócił na urząd podkomorzego krakowskiego. Pozostał jednak niechętny Augustowi II Mocnemu. Jako poseł województwa krakowskiego był uczestnikiem Walnej Rady Warszawskiej 1710 roku.
Był konsyliarzem powiatu krakowskiego i województwa krakowskiego w konfederacji tarnogrodzkiej 1715 roku.
Franciszek Lanckoroński podniósł znaczenie rodu, zrobił karierę i dorobił się magnackiej fortuny. Obok starostw stopnickiego i skalskiego, miał tenuty: bocheńską i wielicką, a przede wszystkim dochody z warzelni soli. Po ojcu odziedziczył klucz wodzisławski. Forunę tę powiększyli jego synowie Józef i Wawrzyniec, których miał z małżeństwa z Jadwigą Morsztynówną. Franciszek Lanckoroński żył jeszcze 25 kwietnia 1716, wtedy bowiem będąc ciężko chory, poprosił w liście do Adama Sieniawskiego o opiekę nad synami.